# Falken und Tauben
Die Bezeichnung Falken und Tauben (englisch hawks and doves) wird in der Wirtschaftspolitik in verschiedenen Bereichen genutzt, um gegensätzliche Positionen zu kennzeichnen.

## Geldpolitik
Als Falken werden an der Börse die Befürworter einer restriktiven Geldpolitik bezeichnet. Ihrer Meinung nach sollte die Zentralbank mithilfe hoher Zinsen Inflation verhindern, auch wenn dies zu Lasten des Wirtschaftswachstums geht.
Die gegenteilige Position wird von den Tauben vertreten, die eine expansive Geldpolitik befürworten. Ihrer Meinung nach sollte die Zentralbank mithilfe niedriger Zinsen und billigem Geld die Wirtschaft befeuern und das Risiko der Inflation eingehen.

## Staatsfinanzierung
Bei der Staatsfinanzierung vertreten Defizit-Falken die Position, dass Staatsschulden die Inflation und die Zinssätze erhöhen würden und plädieren für einen ausgeglichenen Staatshaushalt. Außerdem werden Staatsausgaben als Belastung angesehen, da diesen entsprechende Steuereinnahmen entgegenstehen müssten, was eine Belastung für die Wirtschaft und den Konsum darstelle.
Defizit-Tauben hingegen sehen Staatsschulden unter gewissen Umständen als gerechtfertigt an, etwa, wenn dadurch die Wirtschaft in Rezessionszeiten gestützt werden könne und betonen, dass es nicht auf die absolute Schuldenhöhe ankomme, sondern auf das Verhältnis der Schulden zum BIP. Demzufolge würden eine schwächelnden Wirtschaft und steigende Arbeitslosigkeit, falls der Staat nichts dagegen unternehme, erst recht zu einer Erhöhung der Schuldenquote führen.